# Primeiro Sínodo da Diocese de Mariana
O Primeiro Sínodo da Diocese de Mariana foi um sínodo presidido pelo Bispo de Mariana, Dom Silvério Gomes Pimenta, que estabeleceu o primeiro código jurídico-eclesiástico específico para a então Diocese de Mariana (hoje Arquidiocese de Mariana). O Sínodo foi realizado em 11 de julho de 1903 e seus decretos sinodais foram impressos no mesmo ano.

## Significado doPrimeiro Sínodo da Diocese de Mariana
O documentos eclesiásticos mais amplos aplicados diretamente ao Brasil foram inicialmente as Constituições Primeiras do Arcebispado da Bahia, promulgadas em 12 de junho de 1707 pelo Arcebispo Dom Sebastião Monteiro da Vide (aceitas nas demais dioceses erigidas nos séculos XVIII e XIX), em vigor até a realização do Concílio Plenário da América Latina, de 9 de junho de 1899. O Primeiro Sínodo da Diocese de Mariana estabeleceu em 1903 o primeiro código jurídico-eclesiástico específico para essa região episcopal, que apesar de reconhecer a autoridade do Concílio Plenário da América Latina, ainda se reportou predominantemente aos decretos do Concílio de Trento. Esse documento possui especial importância para a música sacra, ao proibir gêneros musicais populares em festividades religiosas.

## Os arquivos paroquiais noPrimeiro Sínodo da Diocese de Mariana
O Primeiro Sínodo da Diocese de Mariana, em consonância com o Primeiro Código de Direito Canônico (1917), deu grande importância à preservação dos arquivos paroquiais em seus decretos sinodais, especialmente no Título I, Capítulo III, "Arquivo Paroquial":
§ 22. O arquivo ou lugar destinado a conservar os documentos eclesiásticos foi objeto de vigilância dos padres antigos e das sanções da igreja, como se pode ler na Constituição de Benedito XIII, Maxima Vigilantia, e no de Sisto V, Provida.
§ 23. É doloroso para o bispo ver o grande descuido que nas paróquias reina a este respeito, mostrando alguns párocos ligar aos documentos eclesiásticos menor importância do que funcionários públicos aos papeis, em que se conservam os atos da administração covil. Para corrigir tal incúria, que é mal enorme, determinamos que haja, para o arquivo, um armário fechado na sacristia ou na residência do pároco, enquanto não houver a casa paroquial.

## A música noPrimeiro Sínodo da Diocese de Mariana
No Título III, Capítulo XXII, "Das Cerimônias", o Primeiro Sínodo da Diocese de Mariana (1903) fortaleceu a romanização do catolicismo nessa região do mundo e coibiu as tradições religiosas locais, proibindo gêneros musicais populares em festividades religiosas:
§ 225. Ficam proibidas quaisquer festividades que, sob o pretexto de devoção, se celebram com orgias ou danças, verbi gratia os congados, charolas, etc., como também proibimos o abuso de senhoras conduzirem andores em procissões ou terços.
O Primeiro Sínodo da Diocese de Mariana, celebrado em 1903, poucos meses antes da emissão do Motu Proprio Inter pastoralis officii sollicitudines (Tra le sollecitudini) de Pio X (22 de novembro de 1903, ainda continha aplicações locais dos Decretos do Concílio de Trento. Foi somente no Regulamento sobre Música Sacra, emitido na Pastoral Coletiva dos Arcebispos e Bispos das Províncias Eclesiásticas do Rio de Janeiro, Mariana, São Paulo, Cuiabá e Porto Alegre (25 de setembro a 10 de outubro de 1910), que as determinações de Pio X começaram a ser efetivamente aplicadas.

## Outros documentos da Igreja Católica sobre música sacra
A proibição de gêneros musicais populares em festividades religiosas do Primeiro Sínodo da Diocese de Mariana em 1903 faz parte de uma série de determinações sobre música que a Igreja Católica, desde a Idade Média, na forma de bulas, encíclicas (epístolas encíclicas ou cartas encíclicas), constituições, decretos, instruções, motu proprio, ordenações e outras. A maior parte dessas decisões foi local ou pontual, e apenas algumas tiveram caráter geral, dentre as quais estão, segundo Paulo Castagna, os doze conjuntos de determinações mais impactantes na prática musical, do século XIV ao século XX, excetuando-se destas as inúmeras instruções cerimoniais (ou rubricas) dos livros litúrgicos:
1. A Bula Docta Sanctorum Patrum de João XXII (1322)
2. O Decreto do que se deve observar, e evitar na celebração da Missa de 17 de setembro de 1562, da Seção XXII do Concílio de Trento
3. O Cæremoniale Episcoporum (Cerimonial dos Bispos), publicado por Clemente VIII em 1600, reformado por Bento XIV em 1752 e por Leão XIII 1886.
4. Os Decretos da Sagrada Congregação dos Ritos (1602-1909)
5. A Constituição Piæ sollicitudinis studio, de Alexandre VII (23 de abril de 1657)
6. A Carta Encíclica Annus qui hunc, do papa Bento XIV (19 de fevereiro de 1749)
7. A Ordinatio quoad sacram musicen, da Sagrada Congregação dos Ritos (25 de setembro de 1884)
8. O Decreto Quod sanctus Augustinus de Leão XIII (7 de julho de 1894), ratificado pela Sagrada Congregação dos Ritos como decreto n.3830
9. O Motu Proprio Inter pastoralis officii sollicitudines (Tra le sollecitudini) de Pio X (22 de novembro de 1903)
10. A Carta Encíclica Musicæ sacræ disciplina sobre a música sacra, do papa Pio XII (25 de dezembro de 1955)
11. A Instrução De musica sacra et sacra liturgia sobre música sacra e liturgia, do papa Leão XXIII, 3 de setembro de 1958
12. O Decreto Sacrosanctum Concilium sobre música sacra do Concílio Vaticano II (4 de dezembro de 1963)